# Росеново (област Добрич)
 За другото българско село вижте Росеново (област Бургас).  
Росеново е село в Североизточна България. То се намира в община Добричка, област Добрич.

## История
През Османския период, след Освобождението селото и през периода на румънско господство над Добруджа от 1919 до 1940 година селото се нарича Кара Синан. През 1929 г. в района на селото са регистрирани опити за самоуправство, провокации и нападения от страна на румънски колонисти-куцовласи (цинцари). 
Преименувано е на Поручик Лимонов, а получава днешното си име със заповед на МЗ № 2191/обн. 27 юни 1942 г.

## Население
Преброяване на населението през 2011 г.
Численост и дял на етническите групи според преброяването на населението през 2011 г.:
|                     | Численост | Дял (в %) |
| Общо                | 294       | 100,00    |
| Българи             | 133       | 45,23     |
| Турци               | 0         | 0,00      |
| Цигани              | 120       | 40,81     |
| Други               | 0         | 0,00      |
| Не се самоопределят | 0         | 0,00      |
| Неотговорили        | 40        | 13,60     |

## Културни и природни забележителности
- Войнишки паметник - Паметник на загиналите по време на по време на Балканската война, Първата световна война и в Добричката епопея през 1916 г. български войници от 36-и Козлодуйски полк, 6-а Бдинска дивизия.

Немалка част от загиналите войни са били родом от населени места на територията на днешната област Видин. На 26 юни 2012 г. в Областната администрация е постъпило писмо от Военноморска база Варна с искане за съдействие за издирването на близките на загиналите войни от Видинска област, които са паднали в бой по време на Балканската и Първата Световна войни. След извършената проверка в съответните общини са били открити близки и роднини на 5-има от общо 15-имата загинали войни.